# Seoi-Otoshi

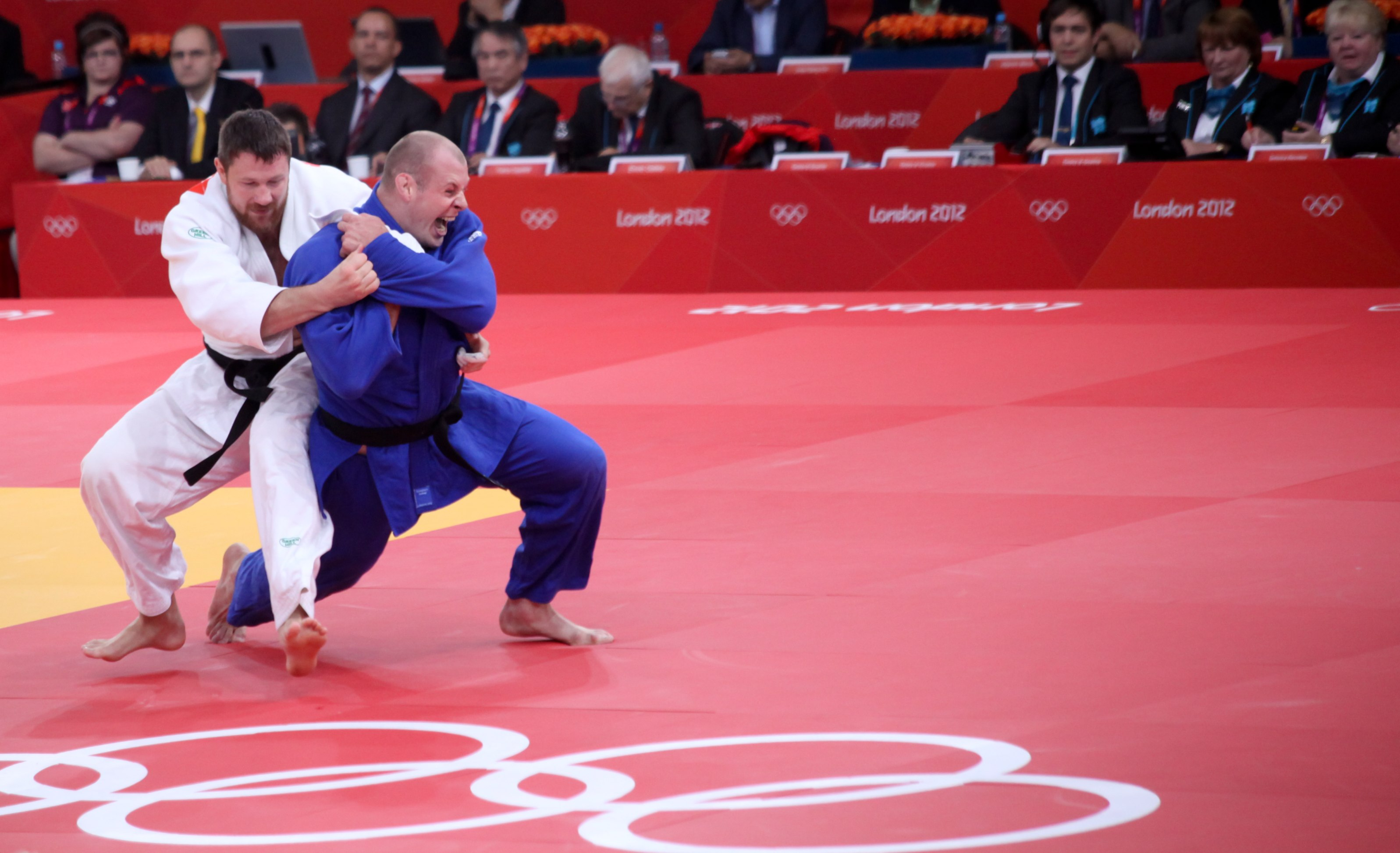
Judokas aux JO de Londres en 2012.

Le Seoi-Otoshi est une technique de projection au judo. 
Le pratiquant doit placer son bras comme dans Ippon-Seoi-Nage, mais en enroulant ses bras un peu plus autour de celui de son adversaire et en tirant sur le judogi près de son épaule. Il doit également descendre son genou au sol ou le placer très près du sol et davantage basculer en avant. Il doit presque faire un Sutemi-Waza. Cette technique est très efficace quand l'adversaire est plus grand et plus lourd.